# Virgílio Lopes
Virgílio Lopes (Loures, 27 ottobre 1957) è un ex calciatore portoghese, di ruolo difensore.

## Carriera

### Nazionale
Il 16 febbraio 1983 debutta in Nazionale contro la Francia (0-3).

## Palmarès

### Club

#### Competizioni nazionali
- Coppa di Portogallo: 2

Sporting Lisbona: 1977-1978, 1981-1982
- Campionato portoghese: 1

Sporting Lisbona: 1981-1982
- Supercoppa di Portogallo: 2

Sporting Lisbona: 1982, 1987